# Proscritos
Proscritos fueron un grupo de rock español formado en 1985 en Binéfar, Huesca por el vocalista José Lapuente, Antonio Solano en la guitarra rítmica, Felipe Puy en el bajo, Jose Luis Arilla en la batería y Richard D. Robinson en la guitarra solista. Influenciados por figuras del folk y Del rock clásico, como el de la Creedence, Neil Young, Bob Dylan, Steppenwolf y de la atmósfera y filosofía del film Easy Rider, entre otros.
Tras ganar el concurso Pop Rock de Huesca, superando a los Héroes del Silencio y grabar un disco compartido con otros grupos, con tres canciones, las propias "Como un disparo", "Voodo surf", y una versión del "Flores muertas" de los Rolling Stones, ficharon por el ya desaparecido sello independiente zaragozano, Interferencias.
Su primer disco, -"Cosas sencillas"- (Interferencias, 1989, seis mil copias vendidas) era fundamentalmente semi-acústico. Llevaba sonidos country-rock a tierras españolas, pues muy pocos eran los grupos en España que tocaban este género musical, con temas como "Somos como el viento" o "Déjalo crecer" y adaptaciones al español de temas de la Creedence y Neil Young, algo que sería característico de la banda. Producido por Juanma "elegante".
Tachados de 'revivalistas', en su siguiente trabajo, elaboraron su propio criterio musical, con estilo plenamente acertado.
Su segundo disco, titulado, -"Pobres sueños"- (Interferencias, 1990; ocho mil copias), producido por Sabino Méndez, es un extraordinario disco en el que colaboraba la cantante de Tahures Zurdos, Aurora Beltran (a la que conocieron en un fabuloso concierto en la sala Sendero Club de Arnedo -La Rioja-), entre otros. En el CD original a diferencia del vinilo, incluyeron como canciones extras, un par de versiones, una estimable canción de Neil Young, -Dont cry no tears- y una más que lograda del -Born to be wild- de los Steppenwolf.
Pese a la buena acogida de la crítica especializada, -como en la revista Ruta 66- su éxito fue limitado, y les dejó a las puertas del éxito masivo. Después sólo llegaron a realizar un tercer y último trabajo discográfico, titulado -"Hablando otras lenguas"-, (Al.leluia, 1993, cinco mil copias) en la que pusieron más rasmia y fuerza, en una declaración portentosa de rock clásico con versiones en castellano muy logradas (e inéditas en el panorama español) de la histórica Jefferson Airplane, y del gran Stephen Stills. 
Poco después, a mediados de la década, anunciaron su separación. Hoy Proscritos está considerada como una banda de culto dentro del panorama roquero, pioneros en su estilo, de gran inspiración e influencia para posteriores generaciones y sinónimo del potencial de un grupo en aquel tiempo, que reivindicaba urgentemente el rock hecho en español.
Su líder, el cantante y autor, José Lapuente, sigue en activo con su nueva banda Dos Lunas, donde sigue practicando su visión personal de la música estadounidense, con gran sentido de la poesía y jerarquía musical en sus excelsas letras.

Reaparición 30 años después
Casi 30 años desde que los Proscritos editaron su tercer y último disco, “Hablando otras lenguas”, los componentes del grupo recibieron en Binéfar el Premio Semilla por su aportación a la cultura de Binéfar. Días después de este reconocimiento, el 26 de marzo de 2022, Los Proscritos volvieron a los escenarios llevando a cabo un concierto organizado por el Ayuntamiento de Binéfar y la Asociación Los Trapo's. El evento, que fue un éxito de asistencia y respuesta del público, supuso toda una celebración de la trayectoria de un grupo del que se puede afirmar sin ninguna duda, que ha sido profeta en su tierra.